# Marko Baša
Marko Baša (Trstenik, 29 de dezembro de 1982) é um ex-futebolista montenegrino que atuava como zagueiro.

## Carreira
Marko Baša representou a Seleção Servo-Montenegrina de Futebol nas Olimpíadas de 2004.